# مضخة تسريب
تستعمل مضخة التسريب لحقن السوائل أو الأدوية أو المواد المغذية إلى الدورة الدموية للمريض. وعادة ما يتم استخدامها عن طريق الوريد ، على الرغم من أنه يتم في بعض الأحيان استخدام دفعات تحت الجلد (أو تسريب تحت الجلد) والشرايين وجوف فوق الجافية.
يمكن لمضخات التسريب أن تقوم بإعطاء السوائل بطرق تكون غير مكلفة أو غير موثوق بها إذا تنفذ يدويًا بواسطة طاقم التمريض. على سبيل المثال، يمكن أن تقوم بإعطاء أقل من 0.1 مل لكل ساعة من الحقن (صغيرة جدًا للتنقيط) أو الحقن كل دقيقة أو الحقن بالبلعات المتكررة التي يطلبها المريض، حتى العدد الأقصى للساعة (على سبيل المثال في التسكين الذي يتحكم فيه المريض) أو السوائل التي تتنوع أحجامها مع الوقت من اليوم.
ولأنها يمكن أن تنتج أيضًا ضغوطًا عالية ولكن مضبوطة، فإنها تستطيع حقن كميات خاضعة للرقابة من السوائل تحت الجلد أو فوق الجافية (فقط داخل سطح الجهاز العصبي المركزي - وهو تخدير نخاعي شائع الاستعمال للولادة).

## معرض الصور

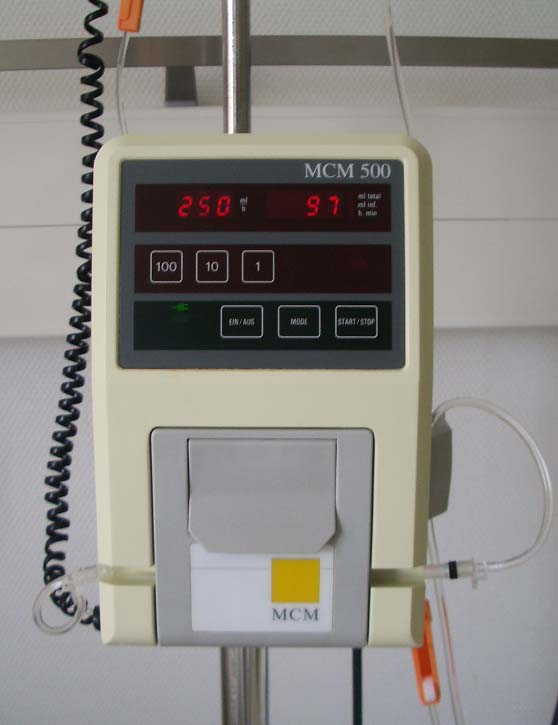
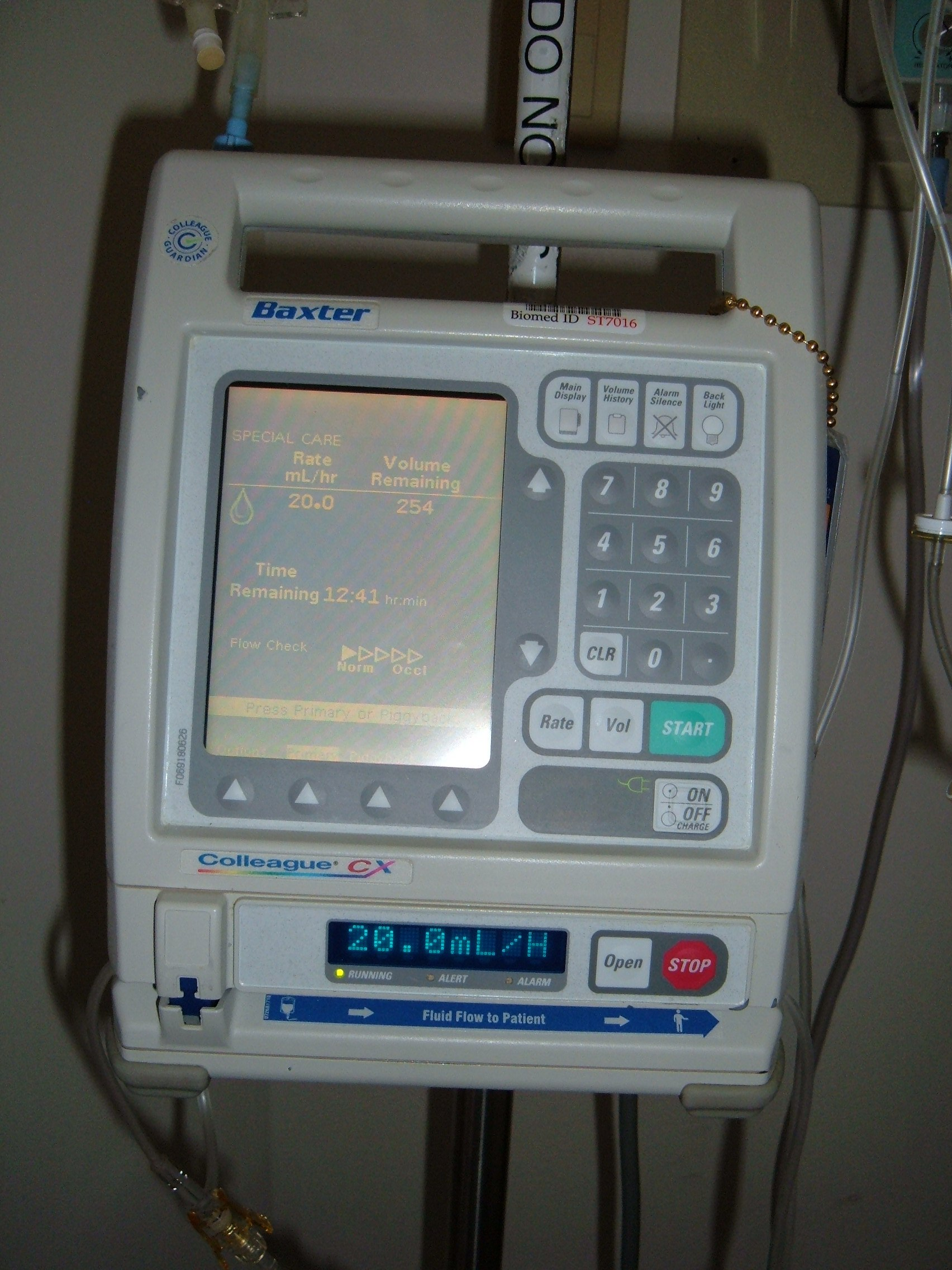
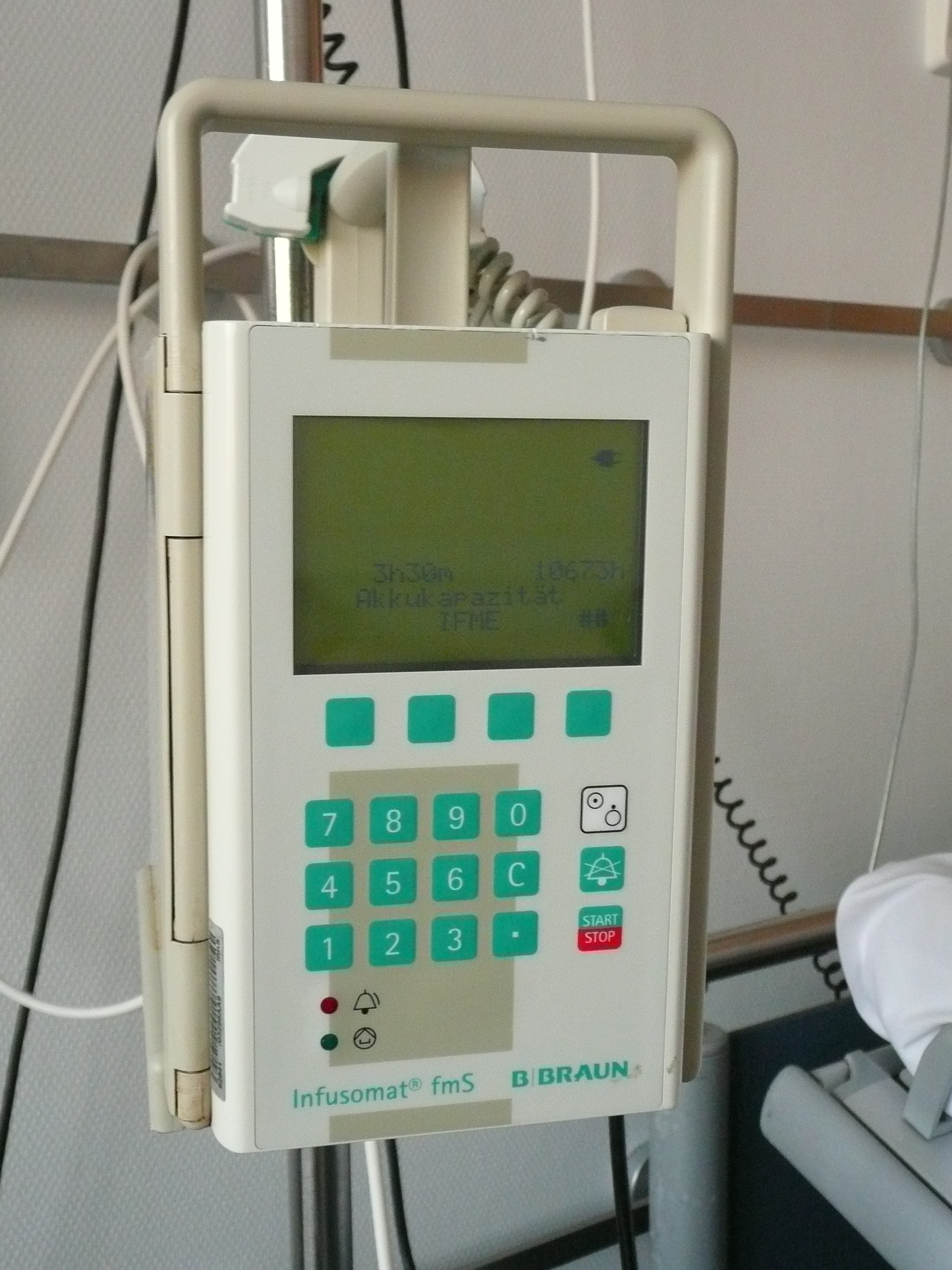
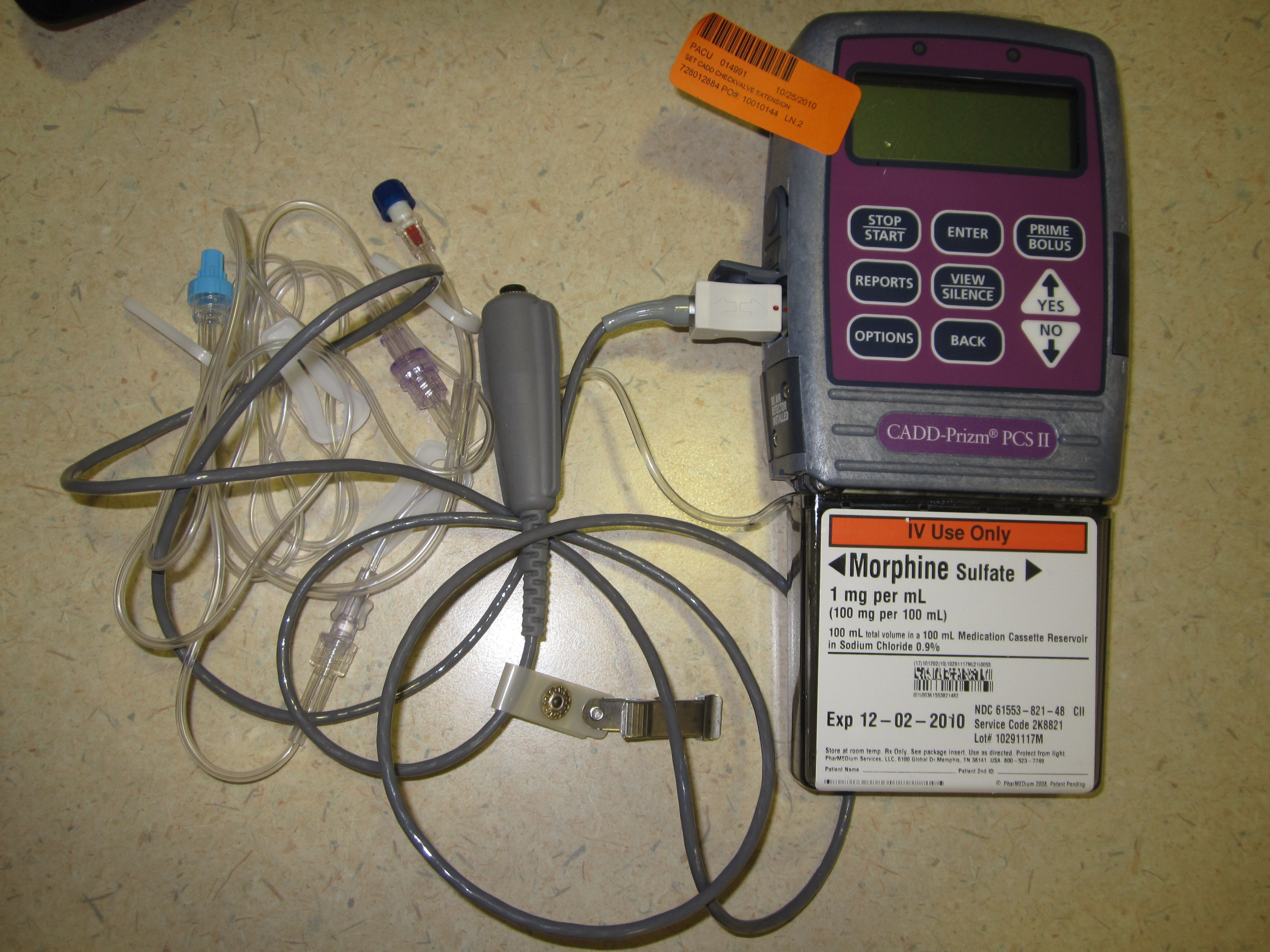
مضخة تسريب معدة لتسكين متحكم به من قبل المريض
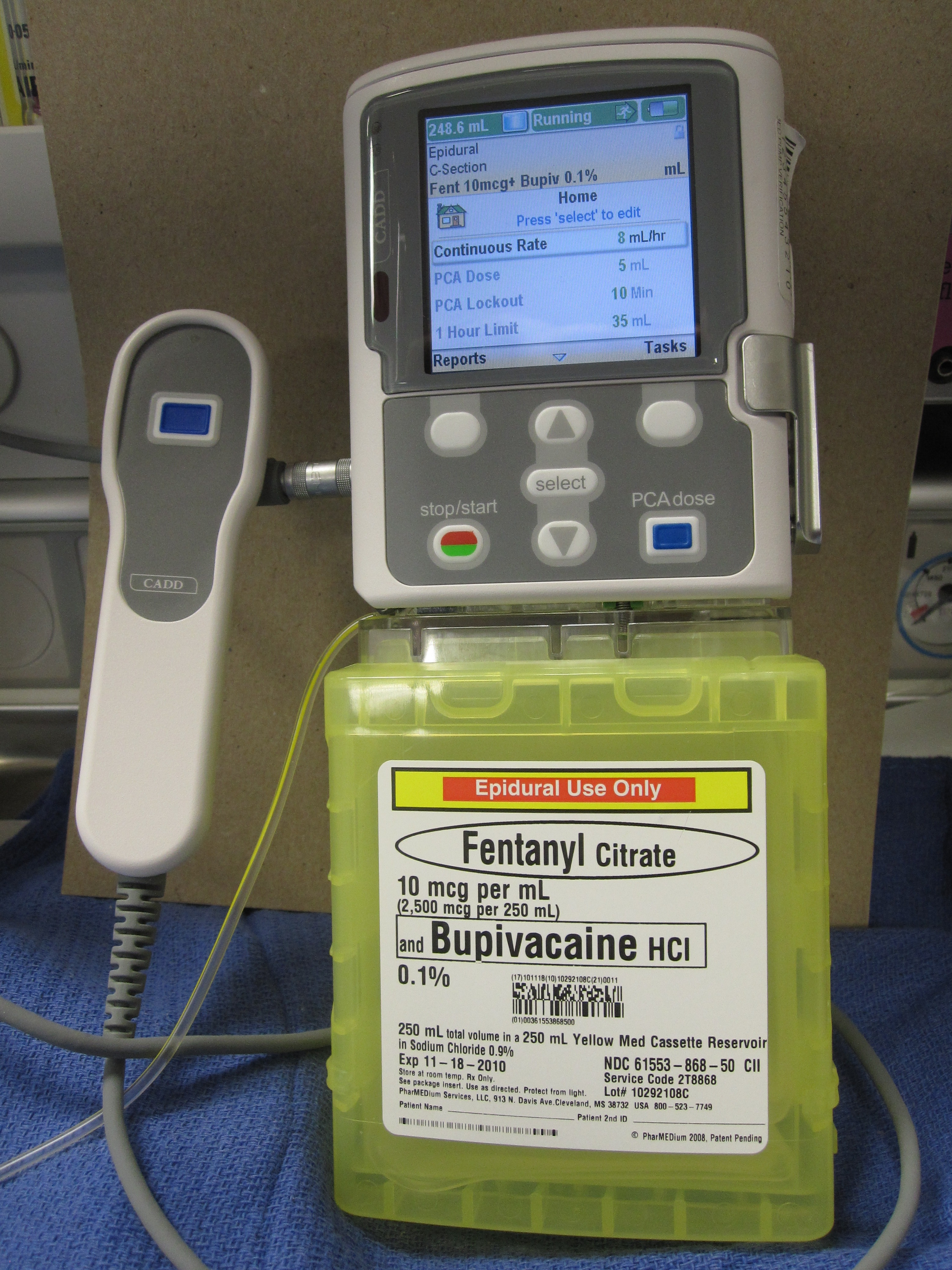
مضخة تسريب معدة لتسكين متحكم به من قبل المريض
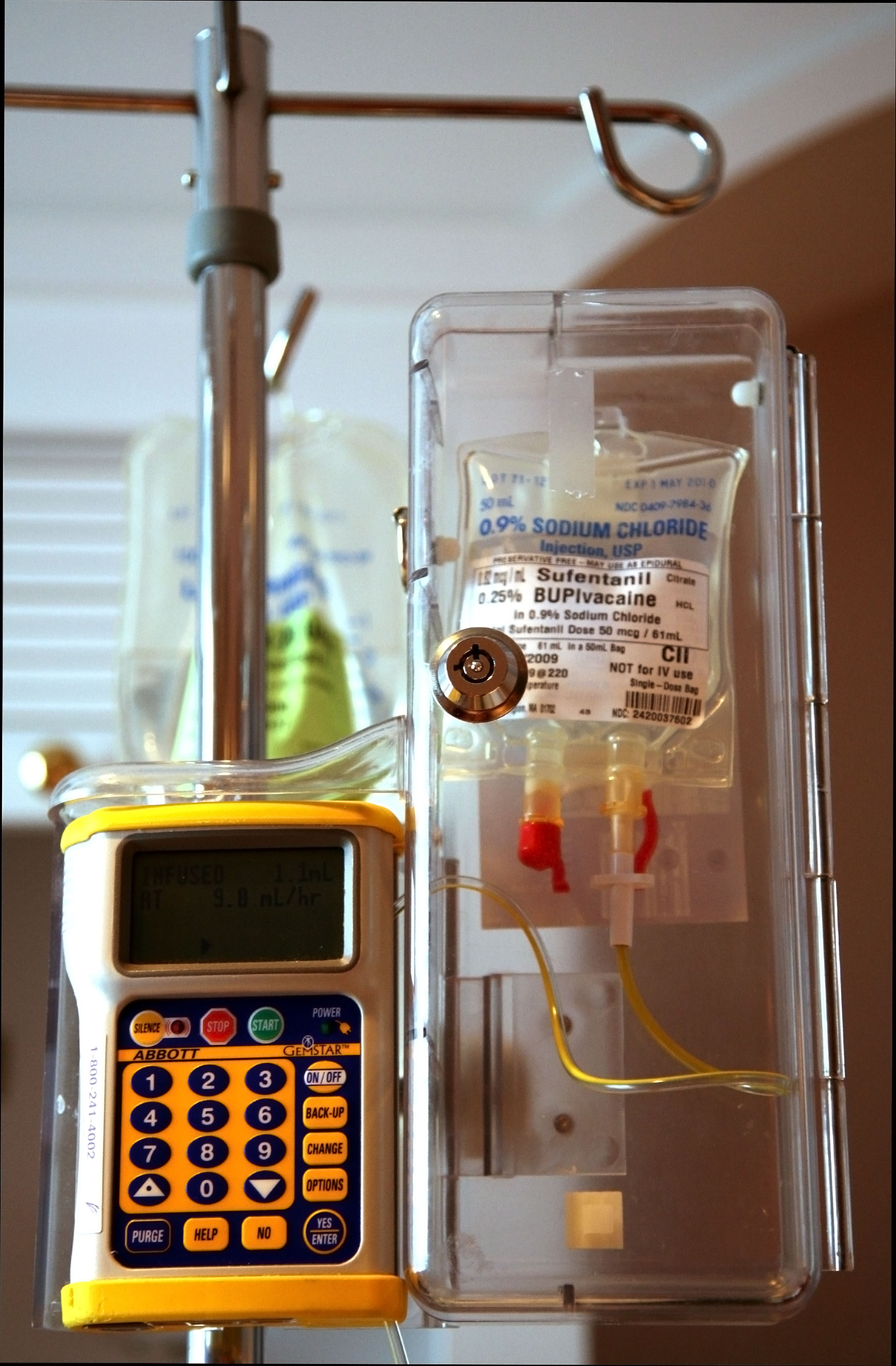